# .404 Jeffery
El .404 Jeffery (.404 Rimless Nitro Express) es un cartucho de rifle, diseñado sin anillo para ser usado en rifles de cerrojo y aplicado a la caza deportiva de animales granes y peligrosos en África y Asia, como los "cinco grandes de África".
El cartucho fue estandarizado por el C.I.P. y diseñado en 1905 por W.J. Jeffery & Co en Londres, con el objetivo de replicar el rendimiento del .450/400 Nitro Express de 3 pulgadas disparando una bala de .422 pulgadas (10.72 mm) de diámetro y de 300 granos (19 g) a una velocidad de salida de 2,600 pies/s (790 m/s), con una energía cinética de 4,500 libras-pie; o un proyectil de 400 granos (26 g) con una velocidad de salida de 2,150 pies/s (660 m/s) y 4,100 libras-pie de energía; performance que lo volvió muy eficaz y popular entre cazadores en el África. 
Comparándolo con el .416 Rigby y el .416 Remington Magnum, que usan proyectiles de .416 pulgadas (10.57 mm) con pesos de 400 granos (26 g) que generan velocidades aproximadas de 2,400 pies por segundo (730 m/s) con una energía de morro de aproximadamente 5,000 libras-pie; si bien el .404 Jeffery no logra estos rendimientos pero tampoco genera el retroceso, haciéndolo más fácil de disparar.

## Historia
Originalmente el .404 Jeffery se volvió muy popular entre los cazadores en África y fue bastante usado tanto en colonias Inglesas como Alemanas. Cuando el Imperio británico empezó para reducirse en el continente africano, el .404 Jeffery, entre muchos otros calibres grandes empezaron a perder popularidad. Durante la década de los años 1960, el .404 Jefferey estaba prácticamente descontinuado, en gran parte debido a que el fabricante británico de munición, Kynoch, era prácticamente el único productor. Es con la introducción del .458 Winchester Magnum en 1956 en el Winchester Modelo 70 que se renueva el interés por los rifles de calibres grandes, además de la estabilidad política en África, resultando en la resurgencia de la caza deportiva en África. Es así que varios fabricantes de munición como Kynoch, Norma, Federal, y Hornady empezaron a ofrecer munición .404 Jeffery.
Recientemente la compañía Norma ha introducido munición .404 Jeffery con proyectiles de 450 granos.. El aumento en peso de bala y la densidad seccional mejora el balística del .404 Jeffery. despidiendo estos proyectiles a 2,150 pies/segundo.

## Como casquillo base
En 1908, W.J. Jeffery & Co creó el .333 Jeffery recortando el casquillo del .404 y ajustando el cuello para alojar un proyectil calibre.333 (8.5 mm). En 1913, Jeffery ajustó más el cuello del .333 Jeffery a .288 pulgadas, creando el .280 Jeffery.
En tiempos recientes, el casquillo del .404 ha resurgido en el desarrollo de nuevos cartuchos, en parte porque no tiene ningún cinturón, que es una característica deseable para quienes recargan munición..
Algunos descendientes comerciales comunes del casquillo del.404 Jeffery son los Remington Ultra Magnum (RUM) y los Remington Short Action Ultra Magnum (RSAUM) . También, los casquillos Winchester Short Magnum (WSM) y Winchester Super Short Magnum (WSSM) derivan del casquillo del 404 Jeffery. .
Todos los Calibres desarrollados por Dakota Arms, excepto el.450 Dakota, que se desarrollo del casquillo .416 Rigby, como, por ejemplo, el .375 Dakota, y el .400 Tembo, y el alguna vez famoso .460 G&A, utilizado por Jeff Cooper en sus "baby rifles", parten del casquillo del .404 Jeffery.
La nueva línea de cartuchería Nosler, incluyendo el .26 Nosler, 27 Nosler, .28 Nosler, .30 Nosler y, el , .33 Nosler, introducidos por Nosler entre 2013 y 2018, están desarrollados a partir del casquillo del .404 Jeffery.

## Uso deportivo
La gran ventaja del .404 Jeffery radica en el balance entre la efectividad que tiene para cazar búfalos y leones, sin generar el retroceso de otros cartuchos que deben ser usados en rifles más pesados, mientras que un rifle en .404 Jeffery puede pesar unas 8.5 libras.
Si bien el .404 Jeffery es un cartucho metálico especializado para caza de animales peligrosos a corta distancia, ha sido usado para abatir diferentes presas, incluyendo el carnero más grande cazado en Norteamérica reconocido por ostentar cuernos de más de 50 pulgadas de longitud y bases de más de 14 pulgadas de diámetro; el carenero de Chadwick, un carnero de Stone abatido en la Columbia Británica por en 1936 por L.S Chadwick.